# TEM-Zelle
Eine TEM-Zelle (Transverse Electromagnetic Cell) stellt im Rahmen der elektromagnetischen Verträglichkeit für EMV-Messungen und EMV-Prüfungen eine definierte Messumgebung bereit in der Mess- oder Prüfobjekte bei gestrahlter Störaussendung beziehungsweise Störfestigkeit quantitativ bewertet werden können. Die koaxialähnliche Form und der dadurch gegebene Betrieb im TEM-Mode stellen sicher, dass sich bei der Beaufschlagung des Prüfvolumens näherungsweise der Feldwellenwiderstand des leeren Raumes von 377 Ω einstellt. Eine TEM-Zelle kann, abhängig von ihrer Größe, im Frequenzbereich von 0 Hz bis zu einigen 100 MHz im TEM-Mode betrieben werden.
Da die TEM-Zelle ihr Prüfvolumen metallisch vollständig geschlossen abschirmt, ist das Prüfvolumen elektromagnetisch von der äußeren Umgebung entkoppelt. Daher kann eine TEM-Zelle in normalen Räumen betrieben werden, ohne dass auf eine besondere Ausstattung dieser Laborräume geachtet werden muss. Durch ihre kompakte Größe hat sie einen Vorteil gegenüber der Messung in Absorberkammern, die einen erheblich größeren Platzbedarf haben.
Gegenüber einer GTEM-Zelle hat die TEM-Zelle bei ähnlicher Baugröße ein schmaleres Nutzfrequenzband. Sie verfügt im Gegensatz zur GTEM-Zelle über zwei Anschlüsse und kann damit auch zur Bestimmung von Streuparametern und Durchgangsprüfungen eingesetzt werden.

## Aufbau einer TEM-Zelle

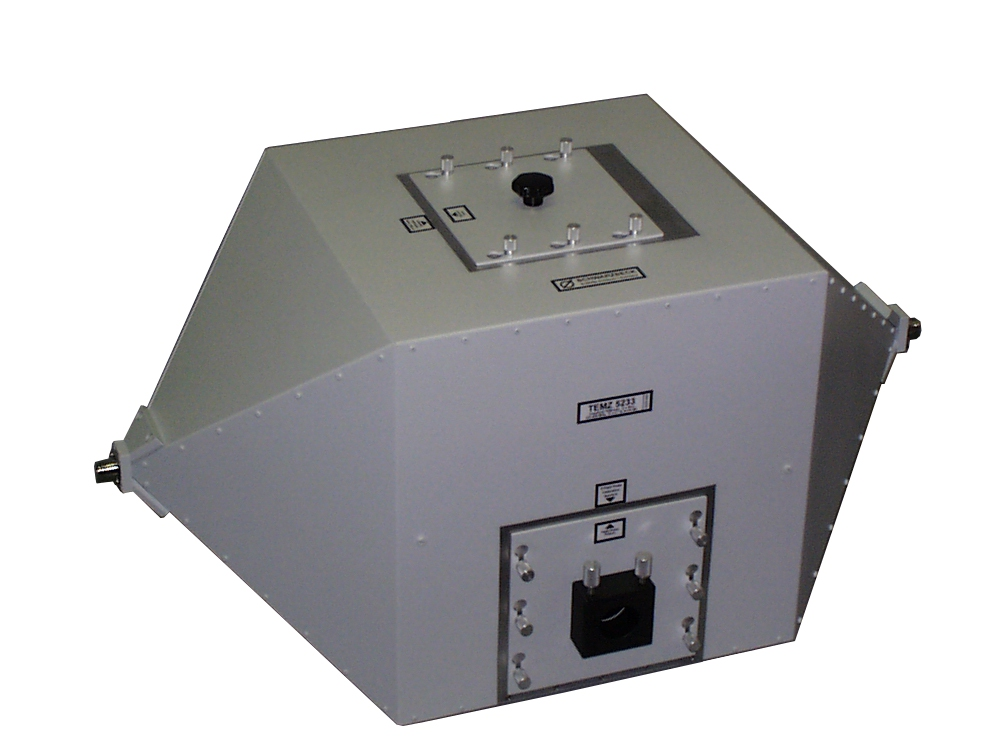
Crawford TEM-Zelle

Die TEM-Zelle besteht aus drei Teilen. Dies sind der konische Einspeiseteil, der Mittelteil mit dem Prüfvolumen und der dem Einspeiseteil gegenüberliegende ebenfalls konisch zusammenlaufende Ausgangsteil. Im Inneren befindet sich eine mittig angeordnete Platte (das Septum) als Innenleiter, so dass sich eine koaxiale Leiterstruktur ergibt.
Die TEM-Zelle verfügt an ihren beiden Spitzen über je einen Anschluss für eine koaxiale Zuleitung. Vom Anschluss der Einspeisung ausgehend weitet sie sich auf. Der Innenleiter des Koaxialanschlusses geht kontinuierlich in das über den Querschnitt mittig angeordnete Septum, nämlich den Innenleiter der TEM-Zelle, über. Der Außenleiter geht von der Anschlussstelle kontinuierlich in den Außenleiter der TEM-Zelle über. Der konische Einspeise- und der Abschlussteil sind entsprechend der Symmetrie der TEM-Zelle gleich aufgebaut.
Der Außenleiter der TEM-Zelle verfügt über einen rechteckigen Querschnitt. Innerhalb der Zelle ist das flache Septum mittig im Querschnitt so angeordnet, dass sich ein Leitungswellenwiderstand von 50 Ohm einstellt, der über die Länge der TEM-Zelle beibehalten wird. Er ist so gewählt, dass gängige Labormess- oder Prüfgeräte mit Leitungen mit einem Wellenwiderstand von ebenfalls 50 Ohm reflexionsfrei am Anschluss der Zelle in deren Nutzfrequenzband betrieben werden können.
Die Anpassung an den Wellenwiderstand des Vakuums von ~ 377 Ohm ist bei dieser Anordnung dadurch gewährleistet, dass sich innerhalb der TEM-Zelle ein transversalelektromagnetisches Feld im Dielektrikum Luft ausbreitet. Der Wellenwiderstand von 50 Ohm ist über die geometrische Form von Innenleiter und Außenstruktur der TEM-Zelle mit dem Freiraumwellenwiderstand verknüpft. Die Definitionen von Leitungswellenwiderstand und Freiraumwellenwiderstand und den prinzipiellen Zusammenhang zwischen beiden Größen beschreibt der Artikel Wellenimpedanz.
Hohlleiterwellen, das sind Moden höherer Ordnung, bilden sich in der TEM-Zelle abhängig von ihrer Größe schon bei einigen 100 MHz aus. Bei der GTEM-Zelle ist dies bei vergleichbarer Größe typischerweise erst im Gigahertzbereich der Fall. Insofern ist die GTEM-Zelle bei vergleichbaren Abmessungen hinsichtlich des nutzbaren Frequenzbereichs für Fernfeldbedingungen der TEM-Zelle überlegen.

## Störfestigkeitsprüfungen mit einer TEM-Zelle
Für Störfestigkeitsprüfungen führt ein elektrisches Signal, das am Anschluss einer TEM-Zelle angelegt wird, zu Strömen und Spannungen in Septum und Außenleiterstruktur. Daraus stellt sich zwischen Septum und Hülle der TEM-Zelle ein Feld ein, gegenüber dem sich elektronische Geräte prüfen lassen.

## Störemissionsmessungen mit einer TEM-Zelle
Mit der TEM-Zelle lassen sich auch feldgebundene Störaussendungen, die von Geräten ausgehen, messen. Die Störaussendungen (elektrische, magnetische oder elektromagnetische Felder) eines Prüflings in der TEM-Zelle erzeugen in Septum und Hülle Ströme und Spannungen. Diese Ströme und Spannungen kann ein geeignetes Messgerät (zum Beispiel ein Spektrumanalysator oder ein Messempfänger) am Anschluss der Zelle abnehmen und zur weiteren Verarbeitung bereitstellen.